# Rezerwat przyrody Dolina Kamionki
Rezerwat przyrody Dolina Kamionki – leśny rezerwat przyrody położony w gminie Międzychód, powiecie międzychodzkim (województwo wielkopolskie). Znajduje się w Parku Krajobrazowym Dolina Kamionki (do 2019 będącego częścią Pszczewskiego Parku Krajobrazowego), zajmując 59,30 ha (czyli około 2% powierzchni parku). Został utworzony w 2004 roku w celu ochrony fragmentu doliny rzecznej w rynnie polodowcowej, lasu, terenów podmokłych z 13 stanowiskami roślinnymi.

## Podstawa prawna
- Rozporządzenie Nr 30/2004 Wojewody Wielkopolskiego z dnia 18 marca 2004 r. w sprawie rezerwatu przyrody (Dz.Urz. Woj.Wlkp. Nr 41, Poz. 1004)
- Zarządzenie Regionalnego Dyrektora Ochrony Środowiska w Poznaniu z dnia 17 sierpnia 2016 r. w sprawie rezerwatu przyrody „Dolina Kamionki” (Dz.Urz. Woj.Wlkp. Poz. 5088)

## Przedmiot ochrony
Objęty ochroną został południowy fragment doliny rzeczki Kamionki, położony około 4 km na północ od wsi Lewice. Dolina rzeki Kamionki charakteryzuje się wyjątkową różnorodnością utworów geologicznych co pośrednio wpływa na jej nieprzeciętne walory przyrodnicze. Szczególnie wyróżniają się tu zbiorowiska leśne – dobrze zachowane grądy i olsy. W wielu miejscach zachowały się liczne okazy drzew o wymiarach pomnikowych, w szczególności okazałe buki. W nielicznych miejscach spotkać można naturalne odnowienie cisa. Interesująco przedstawia się również skład gatunkowy runa. Występuje tu między innymi buławnik czerwony, wawrzynek wilczełyko, listera jajowata i podkolan biały. Nierzadko można spotkać też kwitnące okazy bluszczu. Dolina Kamionki to również cenne fragmenty zbiorowisk łąkowych z pełnikiem europejskim. Krawędzie doliny w niektórych miejscach, porastają zbiorowiska roślin kserotermicznych.